# Pachymelania aurita
Pachymelania aurita is een slakkensoort uit de familie van de Thiaridae. De wetenschappelijke naam van de soort is voor het eerst geldig gepubliceerd in 1774 door O. F. Müller.